# مؤسسه هومیوپاتی و بیمارستان سن خوزه
مؤسسه هومیوپاتی و بیمارستان سن خوزه (به اسپانیایی: Instituto Homeopático y Hospital de San José) یک بیمارستان در اسپانیا است که در مادرید واقع شده‌است.